# Leandro Augusto
Leandro Augusto Oldoni Stachelski (ur. 18 sierpnia 1977 w Cascavel) – meksykański piłkarz pochodzenia brazylijskiego i polskiego występujący na pozycji defensywnego pomocnika.